# Karolina Piotrowicz
Karolina Maria Piotrowicz – polska lekarka, specjalistka chorób wewnętrznych i geriatrii, doktor habilitowana nauk medycznych i nauk o zdrowiu w dyscyplinie nauki medyczne, sekretarz generalna Europejskiego Towarzystwa Geriatrycznego. Zatrudniona w Katedrze Chorób Wewnętrznych i Gerontologii Wydziału Lekarskiego Uniwersytetu Jagiellońskiego Collegium Medicum w Krakowie na stanowisku adiunkta badawczo-dydaktycznego. 

## Kariera naukowa
Studia na kierunku lekarskim ukończyła w 2006. Od początku kariery zawodowej związana z Kliniką Chorób Wewnętrznych i Geriatrii Szpitala Uniwersyteckiego w Krakowie, obecnie kierowaną przez prof. dr. hab. med. Tomasza Grodzickiego. 
Stopień naukowy doktora uzyskała w 2013 r. po obronieniu rozprawy pt. "Wyniki przesiewowej oceny stanu funkcji poznawczych i nastroju a kontrola nadciśnienia tętniczego u pacjentów po 65 roku życia - gerontologiczna część badania Pol-Fokus" napisanej pod kierunkiem prof. dr. hab. med. Jerzego Gąsowskiego. W 2023 roku uzyskała stopień naukowy doktora habilitowanego na podstawie dorobku naukowego oraz osiągnięcia zatytułowanego "Obciążenie wielochorobowością i zespołem kruchości w populacji osób starszych – wybrane zagadnienia"